# Élections cantonales de 1992 dans le Morbihan
Les élections cantonales ont eu lieu les 22 et 29 mars 1992.
Lors de ces élections, 21 des 42 cantons du Morbihan ont été renouvelés. Elles ont vu la reconduction de la majorité UDF dirigée par Raymond Marcellin, président du conseil général depuis 1964.

## Résultats à l’échelle du département
Répartition départementale des résultats (2e tour).
- PCF (9,88 %)
- PS (14,46 %)
- Verts (14,54 %)
- RPR (12,74 %)
- UDF (40,03 %)
- DVD (8,36 %)

| Étiquette      | Étiquette                          | Premier tour | Premier tour | Second tour | Second tour | Sièges |
| Étiquette      | Étiquette                          | Voix         | %            | Voix        | %           | Sièges |
| -------------- | ---------------------------------- | ------------ | ------------ | ----------- | ----------- | ------ |
|                | Parti socialiste                   | 25 213       | 16,18        | 7 788       | 14,46       | 0      |
|                | Parti communiste français          | 11 921       | 7,65         | 5 321       | 9,88        | 1      |
|                | Majorité présidentielle            | 2 062        | 1,32         |             |             |        |
|                | Parti radical de gauche            | 70           | 0,04         |             |             |        |
|                | Extrême gauche                     | 56           | 0,04         |             |             |        |
| Gauche         | Gauche                             | 39 322       | 25,23        | 13 109      | 24,34       | 1      |
|                |                                    |              |              |             |             |        |
|                | Divers droite                      | 34 122       | 21,90        | 4 500       | 8,36        | 7      |
|                | Union pour la démocratie française | 33 994       | 21,82        | 21 554      | 40,03       | 9      |
|                | Rassemblement pour la République   | 17 139       | 11,00        | 6 858       | 12,74       | 4      |
|                | Front national                     | 13 939       | 8,95         |             |             |        |
|                | Extrême droite                     | 430          | 0,28         |             |             |        |
| Droite         | Droite                             | 99 624       | 63,95        | 32 912      | 61,13       | 20     |
|                |                                    |              |              |             |             |        |
|                | Les Verts                          | 13 306       | 8,54         | 7 828       | 14,54       | 0      |
|                | Génération écologie                | 1 199        | 0,77         |             |             |        |
| Écologistes    | Écologistes                        | 14 505       | 9,31         | 7 828       | 14,54       | 0      |
|                |                                    |              |              |             |             |        |
|                | Régionalistes                      | 2 357        | 1,51         |             |             |        |
|                |                                    |              |              |             |             |        |
| Inscrits       | Inscrits                           | 229 720      | 100,00       | 104 169     | 100,00      |        |
| Abstention     | Abstention                         | 65 745       | 28,62        | 45 078      | 43,27       |        |
| Votants        | Votants                            | 163 975      | 71,38        | 59 091      | 56,73       |        |
| Blancs et nuls | Blancs et nuls                     | 8 167        | 4,98         | 5 242       | 8,87        |        |
| Exprimés       | Exprimés                           | 155 808      | 95,02        | 53 849      | 91,13       |        |

## Résultats par canton

### Canton de Gourin
| Candidats      | Candidats       | Étiquette      | Premier tour | Premier tour |
| Candidats      | Candidats       | Étiquette      | Voix         | %            |
| -------------- | --------------- | -------------- | ------------ | ------------ |
|                | Michel Morvant* | RPR            | 2 907        | 51,59        |
|                | Robert Ulliac   | PS             | 1 913        | 33,95        |
|                | Maurice Peron   | Verts          | 300          | 5,32         |
|                | Marc Cozilis    | PCF            | 269          | 4,77         |
|                | Joseph Jambou   | FN             | 246          | 4,37         |
|                |                 |                |              |              |
| Inscrits       | Inscrits        | Inscrits       | 7 852        | 100,00       |
| Abstention     | Abstention      | Abstention     | 1 968        | 25,06        |
| Votants        | Votants         | Votants        | 5 884        | 74,94        |
| Blancs et nuls | Blancs et nuls  | Blancs et nuls | 249          | 4,23         |
| Exprimés       | Exprimés        | Exprimés       | 5 635        | 95,77        |

*sortant

### Canton de Guémené-sur-Scorff
| Candidats      | Candidats          | Étiquette      | Premier tour | Premier tour | Second tour | Second tour |
| Candidats      | Candidats          | Étiquette      | Voix         | %            | Voix        | %           |
| -------------- | ------------------ | -------------- | ------------ | ------------ | ----------- | ----------- |
|                | Maryannick Guiguen | UDF            | 1 054        | 22,55        | 1 859       | 39,52       |
|                | Jean Moëc*         | PS             | 984          | 21,05        | 1 457       | 30,97       |
|                | Georges Sorek      | RPR            | 843          | 18,03        | Retrait     | Retrait     |
|                | Jean Le Floch      | DVD            | 824          | 17,63        | 1 388       | 29,51       |
|                | Christian Perron   | PCF            | 579          | 12,39        |             |             |
|                | Renée Conan        | Verts          | 199          | 4,26         |             |             |
|                | Cyrille Hillion    | FN             | 192          | 4,11         |             |             |
|                |                    |                |              |              |             |             |
| Inscrits       | Inscrits           | Inscrits       | 6 162        | 100,00       | 6 162       | 100,00      |
| Abstention     | Abstention         | Abstention     | 1 282        | 20,80        | 1 352       | 21,94       |
| Votants        | Votants            | Votants        | 4 880        | 79,20        | 4 810       | 78,06       |
| Blancs et nuls | Blancs et nuls     | Blancs et nuls | 205          | 4,20         | 106         | 2,20        |
| Exprimés       | Exprimés           | Exprimés       | 4 675        | 95,80        | 4 704       | 97,80       |

*sortant

### Canton de Lanester
| Candidats      | Candidats             | Étiquette      | Premier tour | Premier tour | Second tour | Second tour |
| Candidats      | Candidats             | Étiquette      | Voix         | %            | Voix        | %           |
| -------------- | --------------------- | -------------- | ------------ | ------------ | ----------- | ----------- |
|                | Jean Maurice*         | PCF            | 4 683        | 45,02        | 5 321       | 60,67       |
|                | Jean-Yves Coail       | RPR            | 2 113        | 20,31        | 3 449       | 39,33       |
|                | Guy Fouillen          | PS             | 1 091        | 10,49        |             |             |
|                | Claudine Rouille      | Verts          | 1 075        | 10,33        |             |             |
|                | Jean-Pierre Pailleron | FN             | 1 026        | 9,86         |             |             |
|                | Yannick Queneherve    | REG            | 414          | 3,98         |             |             |
|                |                       |                |              |              |             |             |
| Inscrits       | Inscrits              | Inscrits       | 15 952       | 100,00       | 15 954      | 100,00      |
| Abstention     | Abstention            | Abstention     | 5 100        | 31,97        | 6 539       | 40,99       |
| Votants        | Votants               | Votants        | 10 852       | 68,03        | 9 415       | 59,01       |
| Blancs et nuls | Blancs et nuls        | Blancs et nuls | 450          | 4,15         | 645         | 6,85        |
| Exprimés       | Exprimés              | Exprimés       | 10 402       | 95,85        | 8 770       | 93,15       |

*sortant

### Canton de Locminé
| Candidats      | Candidats               | Étiquette      | Premier tour | Premier tour | Second tour | Second tour |
| Candidats      | Candidats               | Étiquette      | Voix         | %            | Voix        | %           |
| -------------- | ----------------------- | -------------- | ------------ | ------------ | ----------- | ----------- |
|                | Gérard Lorgeoux         | RPR            | 2 510        | 34,66        | 3 409       | 52,28       |
|                | Sylvie de Kersabiec*    | DVD            | 2 477        | 34,20        | 3 112       | 47,72       |
|                | Pierre Theaud           | PS             | 1 118        | 15,44        | Retrait     | Retrait     |
|                | Simone de Bollardière   | Verts          | 399          | 5,51         |             |             |
|                | Georges Iglesias-Melica | FN             | 380          | 5,25         |             |             |
|                | Daniel Le Mare          | PCF            | 358          | 4,94         |             |             |
|                |                         |                |              |              |             |             |
| Inscrits       | Inscrits                | Inscrits       | 10 118       | 100,00       | 10 118      | 100,00      |
| Abstention     | Abstention              | Abstention     | 2 525        | 24,96        | 3 087       | 30,51       |
| Votants        | Votants                 | Votants        | 7 593        | 75,04        | 7 031       | 69,49       |
| Blancs et nuls | Blancs et nuls          | Blancs et nuls | 351          | 4,62         | 510         | 7,25        |
| Exprimés       | Exprimés                | Exprimés       | 7 242        | 95,38        | 6 521       | 92,75       |

*sortant

### Canton de Lorient-Nord
| Candidats      | Candidats         | Étiquette      | Premier tour | Premier tour | Second tour | Second tour |
| Candidats      | Candidats         | Étiquette      | Voix         | %            | Voix        | %           |
| -------------- | ----------------- | -------------- | ------------ | ------------ | ----------- | ----------- |
|                | Henri Scanvic*    | PS             | 2 394        | 28,10        | 3 327       | 48,84       |
|                | Danielle Le Roux  | UDF            | 1 725        | 20,25        | 3 485       | 51,16       |
|                | Daniel Bergeron   | FN             | 1 145        | 13,44        |             |             |
|                | Dominique Bourbao | Verts          | 1 107        | 12,99        |             |             |
|                | Jean Stephant     | PCF            | 802          | 9,41         |             |             |
|                | Jacques Bellanger | UDF            | 842          | 9,88         |             |             |
|                | Joel Guegan       | REG            | 378          | 4,44         |             |             |
|                | Daniel Houres     | PRG            | 70           | 0,82         |             |             |
|                | Gilles Le Rouzo   | EXG            | 56           | 0,66         |             |             |
|                |                   |                |              |              |             |             |
| Inscrits       | Inscrits          | Inscrits       | 14 856       | 100,00       | 14 856      | 100,00      |
| Abstention     | Abstention        | Abstention     | 5 816        | 39,15        | 7 362       | 49,56       |
| Votants        | Votants           | Votants        | 9 040        | 60,85        | 7 494       | 50,44       |
| Blancs et nuls | Blancs et nuls    | Blancs et nuls | 521          | 5,76         | 682         | 9,10        |
| Exprimés       | Exprimés          | Exprimés       | 8 519        | 94,24        | 6 812       | 90,90       |

*sortant

### Canton de Muzillac
| Candidats      | Candidats         | Étiquette      | Premier tour | Premier tour |
| Candidats      | Candidats         | Étiquette      | Voix         | %            |
| -------------- | ----------------- | -------------- | ------------ | ------------ |
|                | Michel Guegan*    | DVD            | 3 330        | 66,36        |
|                | Philippe Meyer    | PS             | 906          | 18,06        |
|                | Jean-Marie Garnon | FN             | 488          | 9,72         |
|                | Bernard Audran    | PCF            | 294          | 5,86         |
|                |                   |                |              |              |
| Inscrits       | Inscrits          | Inscrits       | 7 443        | 100,00       |
| Abstention     | Abstention        | Abstention     | 2 102        | 28,24        |
| Votants        | Votants           | Votants        | 5 341        | 71,76        |
| Blancs et nuls | Blancs et nuls    | Blancs et nuls | 323          | 6,05         |
| Exprimés       | Exprimés          | Exprimés       | 5 018        | 93,95        |

*sortant

### Canton de Plœmeur
| Candidats      | Candidats        | Étiquette      | Premier tour | Premier tour |
| Candidats      | Candidats        | Étiquette      | Voix         | %            |
| -------------- | ---------------- | -------------- | ------------ | ------------ |
|                | Michel Godard*   | DVD            | 6 104        | 51,00        |
|                | Claude Cador     | PS             | 2 301        | 19,22        |
|                | Jean-Paul Aucher | Verts          | 1 778        | 14,86        |
|                | Bruno Petit      | FN             | 1 194        | 9,98         |
|                | Yannick Perron   | PCF            | 592          | 4,95         |
|                |                  |                |              |              |
| Inscrits       | Inscrits         | Inscrits       | 18 079       | 100,00       |
| Abstention     | Abstention       | Abstention     | 5 571        | 30,81        |
| Votants        | Votants          | Votants        | 12 508       | 69,19        |
| Blancs et nuls | Blancs et nuls   | Blancs et nuls | 539          | 4,31         |
| Exprimés       | Exprimés         | Exprimés       | 11 969       | 95,69        |

*sortant

### Canton de Ploërmel
| Candidats      | Candidats                | Étiquette      | Premier tour | Premier tour |
| Candidats      | Candidats                | Étiquette      | Voix         | %            |
| -------------- | ------------------------ | -------------- | ------------ | ------------ |
|                | Paul Anselin*            | DVD            | 3 775        | 61,77        |
|                | Patrick Badouel          | PS             | 1 213        | 19,85        |
|                | Bernard Lancelot         | Verts          | 620          | 10,15        |
|                | Antoine Drouet d'Aubigny | FN             | 278          | 4,55         |
|                | Fernand Luet             | PCF            | 225          | 3,68         |
|                |                          |                |              |              |
| Inscrits       | Inscrits                 | Inscrits       | 9 256        | 100,00       |
| Abstention     | Abstention               | Abstention     | 2 803        | 30,28        |
| Votants        | Votants                  | Votants        | 6 453        | 69,72        |
| Blancs et nuls | Blancs et nuls           | Blancs et nuls | 342          | 5,30         |
| Exprimés       | Exprimés                 | Exprimés       | 6 111        | 94,70        |

*sortant

### Canton de Pluvigner
| Candidats      | Candidats          | Étiquette      | Premier tour | Premier tour |
| Candidats      | Candidats          | Étiquette      | Voix         | %            |
| -------------- | ------------------ | -------------- | ------------ | ------------ |
|                | Joseph Kergueris*  | UDF            | 5 035        | 65,83        |
|                | Laurent Tonnerre   | PS             | 886          | 11,58        |
|                | Josianne Le Floch' | FN             | 650          | 8,50         |
|                | René Caro          | PCF            | 532          | 6,96         |
|                | Jean Baron         | REG            | 361          | 4,72         |
|                | Lucien Chahuneau   | PS             | 185          | 2,42         |
|                |                    |                |              |              |
| Inscrits       | Inscrits           | Inscrits       | 11 183       | 100,00       |
| Abstention     | Abstention         | Abstention     | 3 035        | 27,14        |
| Votants        | Votants            | Votants        | 8 148        | 72,86        |
| Blancs et nuls | Blancs et nuls     | Blancs et nuls | 499          | 6,12         |
| Exprimés       | Exprimés           | Exprimés       | 7 649        | 93,88        |

*sortant

### Canton de Pontivy
| Candidats      | Candidats              | Étiquette      | Premier tour | Premier tour |
| Candidats      | Candidats              | Étiquette      | Voix         | %            |
| -------------- | ---------------------- | -------------- | ------------ | ------------ |
|                | Jean-Charles Cavaillé* | RPR            | 6 124        | 50,95        |
|                | Jean-Pierre Le Roch    | PS             | 2 316        | 19,27        |
|                | Michel Coste           | Verts          | 1 546        | 12,86        |
|                | Jean-Paul Jarno        | PCF            | 947          | 7,88         |
|                | André Guyomar          | FN             | 771          | 6,41         |
|                | Richard Gironnay       | REG            | 315          | 2,62         |
|                |                        |                |              |              |
| Inscrits       | Inscrits               | Inscrits       | 17 413       | 100,00       |
| Abstention     | Abstention             | Abstention     | 4 681        | 26,88        |
| Votants        | Votants                | Votants        | 12 732       | 73,12        |
| Blancs et nuls | Blancs et nuls         | Blancs et nuls | 713          | 5,60         |
| Exprimés       | Exprimés               | Exprimés       | 12 019       | 94,40        |

*sortant

### Canton de Port-Louis
| Candidats      | Candidats          | Étiquette      | Premier tour | Premier tour | Second tour | Second tour |
| Candidats      | Candidats          | Étiquette      | Voix         | %            | Voix        | %           |
| -------------- | ------------------ | -------------- | ------------ | ------------ | ----------- | ----------- |
|                | Aimé Kergueris*    | UDF            | 4 645        | 37,62        | 5 014       | 100,00      |
|                | Francis Pahun      | DVD            | 2 036        | 16,49        | Retrait     | Retrait     |
|                | Françoise Chomette | PS             | 1 558        | 12,62        |             |             |
|                | Roger Keraudran    | DVD            | 1 446        | 11,71        |             |             |
|                | Patrice Le Borgnic | GE             | 1 199        | 9,71         |             |             |
|                | Pierre Perodeau    | FN             | 845          | 6,84         |             |             |
|                | Célestin Candalh   | PCF            | 618          | 5,01         |             |             |
|                |                    |                |              |              |             |             |
| Inscrits       | Inscrits           | Inscrits       | 18 105       | 100,00       | 18 105      | 100,00      |
| Abstention     | Abstention         | Abstention     | 5 158        | 28,49        | 10 872      | 60,05       |
| Votants        | Votants            | Votants        | 12 947       | 71,51        | 7 233       | 39,95       |
| Blancs et nuls | Blancs et nuls     | Blancs et nuls | 600          | 4,63         | 2 219       | 30,68       |
| Exprimés       | Exprimés           | Exprimés       | 12 347       | 95,37        | 5 014       | 69,32       |

*sortant

### Canton de Questembert
| Candidats      | Candidats       | Étiquette      | Premier tour | Premier tour |
| Candidats      | Candidats       | Étiquette      | Voix         | %            |
| -------------- | --------------- | -------------- | ------------ | ------------ |
|                | Joseph Briend*  | DVD            | 3 343        | 52,58        |
|                | Paul Paboeuf    | PS             | 1 345        | 21,15        |
|                | Didier Texier   | DVD            | 843          | 13,26        |
|                | Didier Briand   | Verts          | 413          | 6,50         |
|                | Annick Adawi    | FN             | 324          | 5,10         |
|                | Henri Fernandez | PCF            | 90           | 1,42         |
|                |                 |                |              |              |
| Inscrits       | Inscrits        | Inscrits       | 8 901        | 100,00       |
| Abstention     | Abstention      | Abstention     | 2 251        | 25,29        |
| Votants        | Votants         | Votants        | 6 650        | 74,71        |
| Blancs et nuls | Blancs et nuls  | Blancs et nuls | 292          | 4,39         |
| Exprimés       | Exprimés        | Exprimés       | 6 358        | 95,61        |

*sortant

### Canton de Quiberon
| Candidats      | Candidats                | Étiquette      | Premier tour | Premier tour |
| Candidats      | Candidats                | Étiquette      | Voix         | %            |
| -------------- | ------------------------ | -------------- | ------------ | ------------ |
|                | Jean-Michel Kervadec*    | UDF            | 4 829        | 59,73        |
|                | Jean-François Chambrette | FN             | 1 265        | 15,65        |
|                | Marie-Paule Delorme      | Verts          | 808          | 9,99         |
|                | Philippe Chery           | PS             | 732          | 9,05         |
|                | Laurent Pagliarini       | PCF            | 257          | 3,18         |
|                | Hervé Bouche             | REG            | 194          | 2,40         |
|                |                          |                |              |              |
| Inscrits       | Inscrits                 | Inscrits       | 12 298       | 100,00       |
| Abstention     | Abstention               | Abstention     | 3 857        | 31,36        |
| Votants        | Votants                  | Votants        | 8 441        | 68,64        |
| Blancs et nuls | Blancs et nuls           | Blancs et nuls | 356          | 4,22         |
| Exprimés       | Exprimés                 | Exprimés       | 8 085        | 95,78        |

*sortant

### Canton de La Roche-Bernard
| Candidats      | Candidats              | Étiquette      | Premier tour | Premier tour |
| Candidats      | Candidats              | Étiquette      | Voix         | %            |
| -------------- | ---------------------- | -------------- | ------------ | ------------ |
|                | Michel Prou*           | DVD            | 3 976        | 61,70        |
|                | Michel Paboeuf         | PS             | 1 877        | 29,13        |
|                | Jean-Louis Bertholotti | FN             | 395          | 6,13         |
|                | Dominique Mommeja      | PCF            | 196          | 3,04         |
|                |                        |                |              |              |
| Inscrits       | Inscrits               | Inscrits       | 9 017        | 100,00       |
| Abstention     | Abstention             | Abstention     | 2 227        | 24,70        |
| Votants        | Votants                | Votants        | 6 790        | 75,30        |
| Blancs et nuls | Blancs et nuls         | Blancs et nuls | 346          | 5,10         |
| Exprimés       | Exprimés               | Exprimés       | 6 444        | 94,90        |

*sortant

### Canton de Rochefort-en-Terre
| Candidats      | Candidats              | Étiquette      | Premier tour | Premier tour |
| Candidats      | Candidats              | Étiquette      | Voix         | %            |
| -------------- | ---------------------- | -------------- | ------------ | ------------ |
|                | René Belliot*          | RPR            | 2 642        | 65,49        |
|                | Bertrand Rauscher      | EXD            | 430          | 10,66        |
|                | André Peltier          | Verts          | 407          | 10,09        |
|                | Jean-Paul Felix        | FN             | 292          | 7,24         |
|                | Claude Brousse-Gramary | PCF            | 172          | 4,26         |
|                | Jean-François Gaume    | REG            | 91           | 2,26         |
|                |                        |                |              |              |
| Inscrits       | Inscrits               | Inscrits       | 6 202        | 100,00       |
| Abstention     | Abstention             | Abstention     | 1 813        | 29,23        |
| Votants        | Votants                | Votants        | 4 389        | 70,77        |
| Blancs et nuls | Blancs et nuls         | Blancs et nuls | 355          | 8,09         |
| Exprimés       | Exprimés               | Exprimés       | 4 034        | 91,91        |

*sortant

### Canton de Rohan
| Candidats      | Candidats         | Étiquette      | Premier tour | Premier tour |
| Candidats      | Candidats         | Étiquette      | Voix         | %            |
| -------------- | ----------------- | -------------- | ------------ | ------------ |
|                | Jean Saulnier*    | DVD            | 2 966        | 59,12        |
|                | Gérard Le Deist   | PS             | 1 097        | 21,87        |
|                | Carol Mettetal    | FN             | 497          | 9,91         |
|                | Jean-Pol Guidevay | Verts          | 380          | 7,57         |
|                | Jean-Marc Nassiet | PCF            | 77           | 1,53         |
|                |                   |                |              |              |
| Inscrits       | Inscrits          | Inscrits       | 7 051        | 100,00       |
| Abstention     | Abstention        | Abstention     | 1 679        | 23,81        |
| Votants        | Votants           | Votants        | 5 372        | 76,19        |
| Blancs et nuls | Blancs et nuls    | Blancs et nuls | 355          | 6,61         |
| Exprimés       | Exprimés          | Exprimés       | 5 017        | 93,39        |

*sortant

### Canton de Saint-Jean-Brévelay
| Candidats      | Candidats          | Étiquette      | Premier tour | Premier tour |
| Candidats      | Candidats          | Étiquette      | Voix         | %            |
| -------------- | ------------------ | -------------- | ------------ | ------------ |
|                | Henri Le Breton *  | UDF            | 3 103        | 64,52        |
|                | René Lorent        | PS             | 803          | 16,70        |
|                | Jean-Claude Bellec | FN             | 657          | 13,66        |
|                | Bruno Le Lausque   | PCF            | 246          | 5,12         |
|                |                    |                |              |              |
| Inscrits       | Inscrits           | Inscrits       | 7 225        | 100,00       |
| Abstention     | Abstention         | Abstention     | 1 920        | 26,57        |
| Votants        | Votants            | Votants        | 5 305        | 73,43        |
| Blancs et nuls | Blancs et nuls     | Blancs et nuls | 496          | 9,35         |
| Exprimés       | Exprimés           | Exprimés       | 4 809        | 90,65        |

*sortant

### Canton de Sarzeau
| Candidats      | Candidats          | Étiquette      | Premier tour | Premier tour |
| Candidats      | Candidats          | Étiquette      | Voix         | %            |
| -------------- | ------------------ | -------------- | ------------ | ------------ |
|                | Raymond Marcellin* | UDF            | 2 691        | 50,90        |
|                | Gérard Prevaux     | Verts          | 721          | 13,64        |
|                | Guy Toureaux       | PS             | 708          | 13,39        |
|                | Jeannine Hangard   | FN             | 673          | 12,73        |
|                | Didier Goupil      | REG            | 341          | 6,45         |
|                | Charles Bailly     | PCF            | 153          | 2,89         |
|                |                    |                |              |              |
| Inscrits       | Inscrits           | Inscrits       | 8 036        | 100,00       |
| Abstention     | Abstention         | Abstention     | 2 543        | 31,65        |
| Votants        | Votants            | Votants        | 5 493        | 68,35        |
| Blancs et nuls | Blancs et nuls     | Blancs et nuls | 206          | 3,75         |
| Exprimés       | Exprimés           | Exprimés       | 5 287        | 96,25        |

*sortant

### Canton de La Trinité-Porhoët
| Candidats      | Candidats            | Étiquette      | Premier tour | Premier tour |
| Candidats      | Candidats            | Étiquette      | Voix         | %            |
| -------------- | -------------------- | -------------- | ------------ | ------------ |
|                | Bernard Perrachon    | DVD            | 1 797        | 51,08        |
|                | Jean Letournel*      | DVD            | 1 205        | 34,25        |
|                | Marcel Jagorel       | PCF            | 182          | 5,17         |
|                | Jean-Luc Cousin      | PS             | 182          | 5,17         |
|                | Chantal James        | Verts          | 87           | 2,47         |
|                | Alain de la Richerie | FN             | 65           | 1,85         |
|                |                      |                |              |              |
| Inscrits       | Inscrits             | Inscrits       | 4 570        | 100,00       |
| Abstention     | Abstention           | Abstention     | 945          | 20,68        |
| Votants        | Votants              | Votants        | 3 625        | 79,32        |
| Blancs et nuls | Blancs et nuls       | Blancs et nuls | 107          | 2,95         |
| Exprimés       | Exprimés             | Exprimés       | 3 518        | 97,05        |

*sortant

### Canton de Vannes-Centre
| Candidats      | Candidats             | Étiquette      | Premier tour | Premier tour | Second tour | Second tour |
| Candidats      | Candidats             | Étiquette      | Voix         | %            | Voix        | %           |
| -------------- | --------------------- | -------------- | ------------ | ------------ | ----------- | ----------- |
|                | Yvonne Sauvet*        | UDF            | 4 493        | 47,95        | 4 518       | 62,66       |
|                | Jean-Pierre Mousset   | Verts          | 1 662        | 17,74        | 2 692       | 37,34       |
|                | Odile Blanc-Dubuisson | PS             | 1 618        | 17,27        | Retrait     | Retrait     |
|                | Pierre-Yves Royer     | FN             | 1 286        | 13,72        |             |             |
|                | Pierre Joubin         | PCF            | 311          | 3,32         |             |             |
|                |                       |                |              |              |             |             |
| Inscrits       | Inscrits              | Inscrits       | 13 907       | 100,00       | 13 904      | 100,00      |
| Abstention     | Abstention            | Abstention     | 4 147        | 29,82        | 6 191       | 44,53       |
| Votants        | Votants               | Votants        | 9 760        | 70,18        | 7 713       | 55,47       |
| Blancs et nuls | Blancs et nuls        | Blancs et nuls | 390          | 4,00         | 503         | 6,52        |
| Exprimés       | Exprimés              | Exprimés       | 9 370        | 96,00        | 7 210       | 93,48       |

*sortant

### Canton de Vannes-Ouest
| Candidats      | Candidats       | Étiquette      | Premier tour | Premier tour | Second tour | Second tour |
| Candidats      | Candidats       | Étiquette      | Voix         | %            | Voix        | %           |
| -------------- | --------------- | -------------- | ------------ | ------------ | ----------- | ----------- |
|                | Pierre Pavec*   | UDF            | 5 577        | 49,35        | 6 678       | 45,07       |
|                | Alain Le Fur    | PS             | 2 048        | 18,12        | 3 004       | 20,27       |
|                | André Guillais  | Verts          | 1 804        | 15,96        | 5 136       | 34,66       |
|                | Yann Cadoret    | FN             | 1 270        | 11,24        |             |             |
|                | Gildas Lagatu   | REG            | 263          | 2,33         |             |             |
|                | René Le Ferrand | PCF            | 338          | 2,99         |             |             |
|                |                 |                |              |              |             |             |
| Inscrits       | Inscrits        | Inscrits       | 16 094       | 100,00       | 25 070      | 100,00      |
| Abstention     | Abstention      | Abstention     | 4 322        | 26,85        | 9 675       | 38,59       |
| Votants        | Votants         | Votants        | 11 772       | 73,15        | 15 395      | 61,41       |
| Blancs et nuls | Blancs et nuls  | Blancs et nuls | 472          | 4,01         | 577         | 3,75        |
| Exprimés       | Exprimés        | Exprimés       | 11 300       | 95,99        | 14 818      | 96,25       |

*sortant